# Laurepa
Laurepa är ett släkte av insekter. Laurepa ingår i familjen syrsor.

## Dottertaxa tillLaurepa, i alfabetisk ordning[1]
- Laurepa anoptos
- Laurepa antiphonos
- Laurepa canaster
- Laurepa catacrotos
- Laurepa ecplecticos
- Laurepa efferata
- Laurepa epagogos
- Laurepa epakros
- Laurepa epimeles
- Laurepa erronea
- Laurepa exaitos
- Laurepa gavisa
- Laurepa gymnopta
- Laurepa kropion
- Laurepa krugi
- Laurepa krybelos
- Laurepa maculata
- Laurepa maroniensis
- Laurepa mundula
- Laurepa noctimonos
- Laurepa obscurella
- Laurepa paraxynticos
- Laurepa perennans
- Laurepa periphantos
- Laurepa phasma
- Laurepa piedrasense
- Laurepa pilosa
- Laurepa prosplatos
- Laurepa saba
- Laurepa semnos
- Laurepa spectrum
- Laurepa trepida
- Laurepa turbulenta
- Laurepa tyrannos
- Laurepa valida